# Thecla pantoni
Thecla pantoni är en fjärilsart som beskrevs av Comstock och Huntington 1943. Thecla pantoni ingår i släktet Thecla och familjen juvelvingar. Inga underarter finns listade i Catalogue of Life.